# NGC 4862
NGC 4862 est une galaxie spirale barrée située dans la constellation de la Vierge. Sa vitesse par rapport au fond diffus cosmologique est de 6 784 ± 23 km/s, ce qui correspond à une distance de Hubble de 100,1 ± 7,0 Mpc (∼326 millions d'al). NGC 4862 a été découverte par l'astronome américain Francis Leavenworth en 1886. Cette galaxie a aussi été observée par l'astronome français Guillaume Bigourdan le 21 mars 1903 et elle a été inscrite à l'Index Catalogue sous la cote IC 3999.
La classe de luminosité de NGC 4862 est III et elle présente une large raie HI.
En raison d'une brillance de surface égale à 14,06 mag/am2, on peut qualifier NGC 4862 de galaxie à faible brillance de surface (LSB en anglais pour low surface brightness). Les galaxies LSB sont des galaxies diffuses (D) avec une brillance de surface inférieure de moins d'une magnitude à celle du ciel nocturne ambiant.
À ce jour, trois mesures non basées sur le décalage vers le rouge (redshift) donnent une distance de 71,633 ± 0,666 Mpc (∼234 millions d'al), ce qui est loin à l'extérieur des valeurs de la distance de Hubble. Notons que c'est avec la valeur moyenne des mesures indépendantes, lorsqu'elles existent, que la base de données NASA/IPAC calcule le diamètre d'une galaxie et qu'en conséquence le diamètre de NGC 4862 pourrait être d'environ 30,5 kpc (∼99 500 al) si on utilisait la distance de Hubble pour le calculer.